# آن لوفيرجيون
آن لوفيرجيون (بالفرنسية: Anne Lauvergeon)‏ (ولدت في 2 أغسطس 1959) هي سيدة أعمال فرنسية شغلت منصب الرئيس التنفيذي لشركة أريفا من عام 2001 حتى عام 2011. وفقًا لصحيفة وول ستريت جورنال ، فهي معروفة دوليًا كواحدة من أبرز المدافعين عن الطاقة النووية.

## السيرة الذاتية
ولدت لوفيرجيون لعائلة من الطبقة المتوسطة في ديجون بكوت دور. وقد كان والدها مدرس تاريخ وكانت والدتها عاملة اجتماعية، كان جدها عمدة قرية في برغونية نشأت في وقت لاحق في أورليانز، حيث أصبح والدها أستاذ الجغرافيا.
حضرت لوفيرجيون امتحانات المدرسة العادية للفتيات لتمرير شهادة الالتحاق بالفيزياء، وفي عام 1983 التحق بأول دورة مهنية لها مع المجموعة فرنسية لصناعة الصلب Usinor ، ثم عقدت دورة مهنية ثانية في عام 1984 مع هيئة الطاقة الذرية والبديلة الفرنسية حيث درست السلامة الكيميائية في أوروبا.

## المسار المهني

### البدايات المبكرة
من 1985 إلى 1988 عملت لوفيرجيون مع هيئة التفتيش على الوظائف العامة. وفي عام 1990 تم تكليفها بمهمة الاقتصاد الدولي والتجارة الخارجية من قبل الرئيس الفرنسي فرانسوا ميتران، وفي العام التالي أصبحت مساعدة الأمين العام ثم تم تسميتها «شيربا»، أي الممثلة الشخصية للرئيس، ومسئولة عن التحضير للاجتماعات الدولية مثل قمة مجموعة السبع.
في عام 1995 انضم لوفيرجيون إلى القطاع المصرفي، وأصبحت شريكًا إداريًا لـ Lazard (شركة استشارية مالية وإدارة الأصول التي تعمل في مجال الخدمات المصرفية الاستثمارية وإدارة الأصول) حيث كانت الشريكة الوحيدة في الشركة ، أثناء وجودها في Lazard، أمضت عدة أشهر في مكتب بنك الاستثمار في نيويورك  ، وفي أواخر عام 1996 غادرت الشركة بعد صعوبات مع إدوارد ستيرن. وفقًا لتقارير وسائل الإعلام في ذلك الوقت، فقد اعترض ستيرن بشكل خاص على دعوة تلقتها لوفيرجيون للانضمام إلى مجلس إدارة شركة الألمنيوم الفرنسية Pechiney . 
في مارس 1997، تم تعيين لوفيرجيون كمدير عام لشركة Alcatel، قبل أن تصبح جزءًا من اللجنة التنفيذية للمجموعة، وبهذه الصفة، كانت مسئولة عن الأنشطة الدولية وحصص الشركة الصناعية في مجال الطاقة والمجالات النووية.

### عملها في أريفا
في يونيو 1999 تم تعيين لوفيرجيون االرئيس التنفيذي لمجموعة COGEMA خلفا لـ جان سيروتا الذي استقال تحت ضغط من حزب الخضر. وفي يوليو 2001 قامت بدمج Cogema وFramatome وشركات أخرى لإنشاء أريفا. واصبحت على رأس الشركة الجديدة عضوًا في الدائرة الصغيرة لنساء يديرن شركات دولية، وفي سبتمبر 2002 كشفت الصحيفة الاقتصادية اليومية الفرنسية Les Échos عن تقرير من ديوان المحاسبة الفرنسي، مشيرًا إلى تعويض لوفيرجيون (راتب 305000 يورو مع مكافأة قدرها 122000 يورو) و «المظلة الذهبية» بأجور عامين.  
في عام 2004 قاومت لوفيرجيون طلبًا من نيكولا ساركوزي، وزير المالية آنذاك، للمساعدة في إنقاذ شركة النقل والطاقة الفرنسية Alstom .  عندما أعلنت قيادة Alstom عن خطط في عام 2008 لإنشاء تكتل هندسي ثقيل من خلال الجمع بين Alstom وأريفا في كيان واحد، إلا أن لوفيرجيون كررت معارضتها. 
تحت حكم لوفيرجيون تطورت أريفا بدلاً من ذلك إلى محطة واحدة للطاقة النووية، أصبحت الشركة واحدة من أكبر منتجي اليورانيوم في العالم، وشكلت التعدين 12 في المائة من إيراداتها لعام 2010. في 10 يوليو 2008 في ورقة التحديات الاقتصادية الفرنسية، قالت: «اليورانيوم هو جزء رئيسي من نجاحنا، نموذجنا هو. . . نسبريسو: نبيع آلات القهوة والقهوة التي تناسبها. والقهوة مربحة للغاية، لذا في الصين، قمنا ببيع جزيرتين نوويتين، بالإضافة إلى 35٪ من إنتاجنا لليورانيوم. هذا هو نموذج أعمالنا المتكامل».
في نهاية عام 2006، واجهت أريفا صعوبات مع مفاعلها الأوروبي المضغوط الجديد وأعلنت تأجيلًا متوقعًا من ثمانية عشر شهرًا إلى ثلاث سنوات لتسليمه، وفقًا لصحيفة لا تريبيون الفرنسية اليومية. سيكون المفاعل الأول من نوعه في فنلندا. قد يكلف التأخير 700 مليون يورو  بعد كارثة فوكوشيما دايتشي النووية في عام 2011، سافرت كثيرًا إلى اليابان وتحدثت في الظهور التلفزيوني المنتظم لدعم الطاقة النووية. 
بالإضافة إلى دورها في أريفا، كانت لوفيرجيون جزءًا من مبادرات سياسية وتجارية أخرى. وفي عام 2001 اختارها وزير العلوم الفرنسي روجر جيرار شوارتزنبرغ لرئاسة «المسابقة الوطنية للمساعدة في إنشاء شركات التقنيات المبتكرة»، في يونيو 2010 حضرت لوفيرجيون مؤتمر Bilderberg في سيتجيس بإسبانيا.
بحلول عام 2011 تعرضت لوفيرجيون لانتقادات بسبب تجاوزات التكاليف في محطة Olkiluoto للطاقة النووية التي بنتها أريفا وفقدان عقد بقيمة 40 مليار دولار في أبوظبي لصالح كونسورتيوم كوري جنوبي. وفي 16 يونيو 2011 أعلن رئيس الوزراء فرنسوا فيون أن تفويض لوفيرجيون كرئيسة أريفا لن يتم تجديده، بعد انتهاء التفويض في نهاية يونيو 2011، حيث تم استبدالها بـ Luc Oursel ، عضو مجلس إدارة أريفا منذ عام 2007.
منذ مغادرتها أريفا، كانت لوفيرجيون شريكًا ومديرًا إداريًا لشركة Efficiency Capital، وهي شركة استثمارية تركز على الطاقة والتقنيات والموارد الطبيعية. وهي أيضًا رئيس مجلس الإدارة والرئيس التنفيذي لشركة ALP SAS ، وهي شركة استشارية  ، وبحلول عام 2016 أفادت وسائل الإعلام أن الرئيس فرانسوا هولاند قد اقترح لوفيرجيونلتولي رئاسة المجلس في إيرباص وفاز بدعم المستشارة الألمانية أنجيلا ميركل لترشيحها. 

### الجدل
في 16 أكتوبر 2009، خاطبت لوفيرجيون الصحفيين خارج «منتدى المرأة» الذي تم تنظيمه في دوفيل وقالت: «لنكون واضحين، وبنفس الكفاءات، آسفة، سنختار المرأة أو أي شيء آخر بدلاً من الرجل الأبيض». قالت هذه الكلمات خلال نشرة فرانس 2 الاخبارية المسائية.   ولّد هذا البيان رد فعل واختاره إيريك زمور ومارين لوبان كمثال لتوضيح أن التمييز الإيجابي كان نوعًا من العنصرية.
في عام 2011، قدمت لوفيرجيون شكوى قانونية بعد أن اكتشفت تقريرًا سريًا من قبل محققين خاصين حول الأنشطة التجارية لزوجها أوليفر فريك ، وبحلول عام 2012 طلبت من محكمة فرنسية تعيين خبير لفحص الظروف التي أمرت فيها أريفا بإجراء تحقيق في عام 2010 في شراء شركة تعدين اليورانيوم الكندية UraMin، وفي عام 2007 تم رفض الطلب  حيث لم تكشف المراجعة الداخلية للصفقة عن احتيال، لكنها قالت إن العروض المقدمة لشركة APE الحكومية القابضة ومجلس إدارة أريفا حول الاستحواذ المخطط لـ UraMin لم تبرز أهمية كافية للشكوك التي أعربت عنها الفرق الفنية الداخلية.
أريفاحجبت في البداية راتب لوفيرجيون البالغ 1.5 مليون يورو (2 مليون دولار) بسبب خلاف UraMin.  أيضًا في عام 2012، أمرت المحكمة الشركة بتوقيع عقد يسمح لشركة لوفيرجيون بتلقي راتبها النهائي. 
قبل 11 يومًا فقط من الجولة الأولى من الانتخابات الرئاسية الفرنسية لعام 2012 ، اتهمت لوفيرجيون ساركوزي في مقابلة مع أسبوعية L'Express الفرنسية بمحاولته بيع مفاعل ذري للزعيم الليبي معمر القذافي حتى منتصف عام 2010. وفي المقابلة قالت لوفيرجيون أيضا إن ساركوزي عرض عليها مقعدا وزاريا عندما انتخب عام 2007 لكنها رفضت.  وردت المتحدثة باسم ساركوزي فاليري بيكريس باتهام لوفيرجيون بمحاولة «تسوية الحسابات» واصفة تصريحاتها بأنها «وهمية».  في ذلك الوقت، تم منح لوفيرجيون منصب وزير محتمل في حكومة اشتراكية تحت حكم فرانسوا هولاند.
في عام 2016، خضعت لوفيرجيون للتحقيق الرسمي لدورها في الاستحواذ على UraMin ،  حول أسئلة عما إذا كانت قد قدمت عمداً حسابات سنوية مضللة أخفت تخفيضات كبيرة في قيمة استثماراتها البالغة 1.8 مليار يورو في UraMin.  كما قامت السلطات القضائية الفرنسية بالتحقيق في شركة Fric للتجارة الداخلية وغسيل الأموال بسبب شراء UraMin.

## نشاطات أخرى

### مجالس الشركات
- IB2 ، رئيس مجلس الإدارة (منذ 2019) [32]
- Koç Holding ، عضو مجلس الإدارة (منذ 2016) [33]
- مجموعة أفريل، عضو مجلس الإدارة
- سيجفوكس، رئيس مجلس الإدارة (منذ 2014)
- السويس، عضو مجلس الإدارة المستقل (منذ 2014) [34]
- أمريكان إكسبريس، عضو مجلس الإدارة (منذ 2013) [19]
- ريو تينتو، عضو مجلس الإدارة (2014-2017) [35] [36]
- توتال، عضو مجلس الإدارة (2015) [37]
- ليبراسيون ، عضو مجلس الإدارة (2011-2014)
- فودافون، عضو غير تنفيذي في مجلس الإدارة (2005-2014) [38] [9]
- سفران، عضو مجلس الإدارة (2001-2009) [39]

### منظمات غير ربحية
- École Nationale Supérieure des Mines de Nancy ، رئيس مجلس الإدارة [40]
- اللجنة الثلاثية، عضو المجموعة الأوروبية [41]
- تحالف الأعمال العالمي المعني بفيروس نقص المناعة البشرية / الإيدز، عضو المجلس الاستشاري [42]
- الهيئة الدولية لعدم الانتشار ونزع السلاح النووي (ICNND)، عضو المجلس الاستشاري [43]

## تكريمات
في وسائل الإعلام الفرنسية، غالبًا ما تم الاستشهاد لوفيرجيون كواحدة من أقوى النساء في العالم خلال فترة وجودها في أريفا  صنفت مجلة Fortune Global 500 لعام 2006 التي نشرتها المجلة الأمريكية Fortune ، ثاني أقوى امرأة في أوروبا، خلف باتريشيا روسو، والرئيس المستقبلي لشركة Alcatel-Lucent Technologies . أيضا في عام 2006 تم تصنيفها من قبل مجلة فوربس كثامن أقوى امرأة في العالم وكانت في المرتبة التاسعة بين أقوى النساء في 2008 و 2009. في عام 2007، تم تصنيفها كأفضل سيدة أعمال في أوروبا في التصنيف السنوي لـ Financial Times.
في يوليو 2011، تم انتخاب لوفيرجيون كزميل دولي من قبل الأكاديمية الملكية للهندسة في المملكة المتحدة.

## روابط خارجية
- آن لوفيرجيون على موقع IMDb (الإنجليزية)
- آن لوفيرجيون على موقع مونزينجر (الألمانية)
- آن لوفيرجيون على موقع قاعدة بيانات الفيلم (الإنجليزية)